# Comitatul Nitra
Comitatul Nitra, cunoscut și ca Varmeghia Nitrei (în maghiară Nyitra vármegye, în germană Komitat Neutra sau Neutraer Gespanschaft, în latină Comitatus Nitriensis, în slovacă Nitriansky komitát sau Nitrianska stolica sau Nitrianska župa), a fost o unitate administrativă a Regatului Ungariei din secolul X și până în 1920. În prezent, teritoriul său se află în vestul Slovaciei. Capitala comitatului a fost orașul Nitra (în maghiară Nyitra, în germană Neutra).

## Geografie
Comitatul Nitra se învecina la vest cu landul austriac Moravia și cu Comitatul Pojon (Bratislava), la nord cu Comitatul Trencsén (Trenčín), la est cu comitatele Turóc (Turiec) și Bars (Tekov) și la sud cu Comitatul Komárom. În partea de nord-est, exista o fâșie îngustă de pământ între râul Morava la nord și orașul Nové Zámky (Érsekújvár) la sud, plus o suprafață de teren în jurul orașului Prievidza (Privigye). Râul Váh (Vág) curgea pe teritoriul comitatului. Suprafața comitatului în 1910 era de 5.519 km², incluzând suprafețele de apă.

## Istorie
Un fel de predecesor al comitatului Nitra a existat la începutul secolului al IX-lea în perioada Moraviei Mari. În jurul anului 1000, comitatul Nitra a devenit unul dintre primele comitate ale Regatului Ungariei. Partea sudică a sa, inclusiv orașul Nitra, a fost administrată între 1663-1685 de Imperiul Otoman ca Provincia Uyvar. Capitala comitatului a fost Castelul Nitra, apoi din Evul Mediu târziu orașul Nitra (în maghiară Nyitra).
La sfârșitul Primului Război Mondial, teritoriul său a devenit parte componentă a noului stat Cehoslovacia, aceste modificări de granițe fiind recunoscute prin Tratatul de la Trianon (1920). Comitatul Nitra (Nitrianska župa) a continuat să existe până în 1927, dar a avut granițe diferite.
În timpul celui de-al doilea război mondial, partea sudică a fostului comitat a fost ocupată de Ungaria prin Primul arbitraj de la Viena (1938). După război au fost restaurate granițele stabilite prin Tratatul de la Trianon.
În 1993, Cehoslovacia s-a divizat, iar Nitra a devenit parte a Slovaciei.

## Demografie
În 1910, populația comitatului era de 457.455 locuitori, dintre care: 
- Slovaci -- 324.664 (70,97%)
- Maghiari -- 100.324 (21,93%)
- Germani -- 27.937 (6,10%)

## Subdiviziuni
La începutul secolului 20, subdiviziunile comitatului Nitra erau următoarele:
| Districte (járás)                          | Districte (járás)                         |
| District                                   | Capitală                                  |
| ------------------------------------------ | ----------------------------------------- |
| Érsekújvár --- Nové Zámky                  | Nagysurány --- Šurany                     |
| Galgóc                                     | Galgóc --- Hlohovec                       |
| Miava                                      | Miava --- Myjava                          |
| Nagytapolcsány                             | Nagytapolcsány --- Topoľčany              |
| Nyitra                                     | Nyitra --- Nitra                          |
| Nyitrazsámbokrét                           | Nyitrazsámbokrét --- Žabokreky nad Nitrou |
| Pöstyén                                    | Pöstyén --- Piešťany                      |
| Privigye                                   | Privigye --- Prievidza                    |
| Szakolca --- Skalica                       | Holics --- Holíč                          |
| Szenice                                    | Szenice --- Senica                        |
| Vágsellye --- Šaľa                         | Tornóc --- Trnovec nad Váhom              |
| Vágújhely                                  | Vágújhely --- Nové Mesto nad Váhom        |
| Districte urbane (rendezett tanácsú város) |                                           |
| Érsekújvár --- Nové Zámky                  |                                           |
| Nyitra --- Nitra                           |                                           |
| Szakolca --- Skalica                       |                                           |